# Count Basie Orchestra
A Count Basie Orchestra é uma big band de dezesseis a dezoito músicos, um dos grupos de jazz que mais se destacou na era do swing. Formada por Count Basie, sobreviveu ao declínio do estilo no final dos anos 40, produzindo notáveis colaborações com cantores como Frank Sinatra e Ella Fitzgerald nos anos 50 e 60. O grupo continuou a gravar e a se apresentar mesmo após a morte de Count Basie, estando atualmente sob a liderança de Bill Hughes.

## História
O Count Basie chegou a Kansas City, Missouri em 1927, tocando no circuito Theater Owners Bookers Association (TOBA).
A primeira banda de Count Basie foi formada em Kansas City, Michigan, em 1936, após a morte do líder de banda Bennie Moten, em cujo grupo Basie era pianista. Com a morte deste, Basie decidiu formar sua própria banda, trazendo consigo a maioria dos músicos do grupo de Moten.
Com essa banda, então chamada de "The Barons of Rhythm", Basie apresentou o infame e competitivo som de jam session à platéia dos clubes noturnos. Quando o crítico e produtor musical John Hammond conheceu o grupo em 1936 numa transmissão radiofônica, os procurou e ofereceu a Basie a oportunidade expandir o grupo para o formato padrão big band de treze músicos. Também ofereceu levá-los para Nova York, para tocar em locais maiores. Basie concordou, esperando poder manter a liberdade e o espírito de seu estilo.
Os anos de guerra, com o recrutamento de membros da banda, e o banimento de gravações instrumentais de 1942 a 1944 tiveram um impacto financeiro considerável na Count Basie Orchestra, forçando Basie a dissolve-la temporariamente, primeiro em 1948, e depois por dois anos, de 1950 a 52.
A banda voltou em 1952 para uma série de turnês, não só na América do Norte como também na Europa em 1954 e Japão em 1963, lançando novos álbuns, alguns com cantores convidados como Joe Williams, Frank Sinatra e Ella Fitzgerald.
Com a morte de Basie em 1984 o grupo continuou a tocar como uma "banda fantasma" sob a direção de seus antigos músicos, como Eric Dixon, Thad Jones, Frank Foster, Grover Mitchell e atualmente o trombonista Bill Hughes. Continua a lançar novos álbuns, por exemplo Basie is Back de 2006, que apresenta novas versões de clássicos da Basie Orchestra, entre eles "April in Paris" e seu primeiro sucesso, "One O'clock jump". O grupo também continua recrutando convidados ilustres, como o cantor Ray Charles em Ray Sings Basie Swings de 2006 e o arranjador Allyn Ferguson em Swing Shift, de 1999.

## Discografia
| Álbum                                                               | Ano    | Selo         |
| ------------------------------------------------------------------- | ------ | ------------ |
| Swinging at the Daisy Chain                                         | 1937   | Decca        |
| One O'clock Jump                                                    | 1937   | Decca        |
| Sent For You Yesterday and Here You Come Today                      | 1938   | Decca        |
| Every Tub                                                           | 1938   | Decca        |
| Doggin' Around                                                      | 1938   | Decca        |
| Jumpin' at the Woodside                                             | 1938   | Decca        |
| Shorty George                                                       | 1938   | Decca        |
| Jive at Five                                                        | 1939   | Decca        |
| Oh! Lady Be Good                                                    | 1939   | Decca        |
| Rock-a-bye Basie                                                    | 1939   | Vocalion     |
| Taxi War Dance                                                      | 1939   | Vocalion     |
| Miss Thing                                                          | 1939   | Vocalion     |
| Clap Hands, Here Comes Charlie                                      | 1939   | Vocalion     |
| Ham 'n' Eggs                                                        | 1939   | Colombia     |
| Tickle-Toe                                                          | 1940   | Colombia     |
| Gone with "What" Wind                                               | 1940   | OK           |
| The World is Mad                                                    | 1940   | OK           |
| Stampede in G Minor                                                 | 1940   | OK           |
| Diggin' for Dex                                                     | 1941   | OK           |
| The King/Blue Skies                                                 | 1945   | Colombia     |
| Dance Session                                                       | 1952-4 | Clef         |
| Count Basie Swings, Joe Williams Sings (com Joe Williams)           | 1955   | Clef         |
| April in Paris                                                      | 1955-6 | Verve        |
| The Atomic Mr. Basie                                                | 1958   | Roulette     |
| Basie Plays Hefti                                                   | 1958   | Roulette     |
| Basie Swings, Bennett Sings (com Tony Bennett)                      | 1958   | Columbia     |
| No Count Sarah (com Sarah Vaughan)                                  | 1958   | EmArcy       |
| Chairman of the Board                                               | 1958   | Roulette     |
| In Person! (com Tony Bennett)                                       | 1959   | Columbia     |
| The Count Basie Story                                               | 1960   | Roulette     |
| The Legend                                                          | 1961   | Roulette     |
| Count Basie/Sarah Vaughan (com Sarah Vaughan)                       | 1961   | Roulette     |
| Basie at Birdland                                                   | 1961   | Roulette     |
| Sinatra-Basie: An Historic Musical First (com Frank Sinatra)        | 1962   | Reprise      |
| Li'l Ol' Groovemaker...Basie!                                       | 1963   | Verve        |
| Ella and Basie! (com Ella Fitzgerald)                               | 1963   | Verve        |
| Basie Land                                                          | 1964   | Verve        |
| It Might as Well Be Swing (com Frank Sinatra)                       | 1964   | Reprise      |
| Basie Picks the Winners                                             | 1965   | Verve        |
| Our Shining Hour (com Sammy Davis, Jr.)                             | 1965   | Verve        |
| Sinatra at the Sands (com Frank Sinatra)                            | 1966   | Reprise      |
| Basie's Beat                                                        | 1967   | Verve        |
| Afrique                                                             | 1970   | RCA Victor   |
| Basie Jam                                                           | 1973   | Pablo        |
| For the First Time                                                  | 1974   | Pablo        |
| On the Road                                                         | 1979   | Pablo        |
| Digital III at Montreux (com Ella Fitzgerald)                       | 1979   | Pablo        |
| A Classy Pair (com Ella Fitzgerald)                                 | 1979   | Pablo        |
| A Perfect Match (com Ella Fitzgerald)                               | 1979   | Pablo        |
| Warm Breeze                                                         | 1981   | Pablo        |
| Farmer's Market Barbecue                                            | 1982   | Pablo        |
| 88 Basie Street                                                     | 1983   | Pablo        |
| Long Live the Chief                                                 | 1987   | Denon        |
| Diane Schuur & the Count Basie Orchestra                            | 1989   | GRP          |
| The Legend, the Legacy                                              | 1990   | Denon        |
| The George Benson Big Boss Band featuring The Count Basie Orchestra | 1991   | Warner Bros. |
| The Count Basie Orchestra Live at El Morocco                        | 1992   | Telarc       |
| Joe Williams and the Count Basie Orchestra                          | 1993   | Telarc       |
| Live at Manchester Craftsmenís Guild ñ The Count Basie Orchestra    | 1997   | Blue Jackel  |
| Count Plays Duke                                                    | 1998   | MAMA         |
| Swing Shift                                                         | 1999   | MAMA         |
| Ray Sings, Basie Swings                                             | 2006   | Concord      |
| Basie is Back                                                       | 2007   | MAMA         |
| Midnight in Manhattan                                               | 2007   | Aspirion     |